# Aleksandr Grómov
Aleksándr Nikoláievich Grómov (nació en 1959) es un escritor ruso de ciencia ficción, quien comenzó su carrera en 1986 y sus primeras obras fueron publicadas a principios de 90’s. Sus obras están influenciadas por el trabajo de los hermanos Strugatsky.
Trabaja en un género no muy popular de la tradicional ciencia ficción. Mientras que la mayoría de sus novelas tienen un trasfondo científico bien definido (Es un antiguo ingeniero en electrónica y actualmente un aficionado a la astronomía), Grómov tiene un particular interés en la ciencia ficción social y así lo explica: 
Aún tengo que decir un par de palabras acerca de mis obras, no sobre cada una, pero sí de todas ellas. La mayoría de lo que escribo puede ser considerado ciencia ficción social (No en el sentido del capitalismo-socialismo – este tema no me interesa), La idea central, expresada por H. G. Wells, no ha cambiado hasta el presente y se parece más o menos a esto: tomas una sociedad (Un número limitado de personas es mejor, más sencillo de trabajar) y les haces cosas horribles, entonces te sientas y miras las consecuencias…
Ha recibido 50 prestigiosos premios literarios rusos de la ciencia ficción y literatura fantástica, incluyendo Premio El puente estelar (en 2001, 2002, 2004, 2005, 2006), Premio Caracol de Bronce (2005),  Premio Aelita (en 2006), Premio Peregrino (en 2001), y de Eurocon (en 2008).

## Obras
Ninguna de las obras de Grómov ha sido aún traducida al inglés.
Obras escogidas
Novelas
- Наработка на отказ,  1994 - (Elaboración para denegación)
- Мягкая посадка, 1995. - (Suave aterrizaje)
- Властелин пустоты, 1997. - (El soberano de la vacuidad)
- Менуэт святого Витта - (Minué de San Vito)
- Год лемминга, 1998. - (El año de leming)
- Ватерлиния, 1998.  - (Línea de flotación)
- Шаг влево, шаг вправо, 1999. - (Un paso a la izquierda, un paso a la derecha)
- Запретный мир, 2000.  - (El mundo prohibido)
- Тысяча и один день, 2000. - (Los mil y un días)
- Крылья черепахи, 2001. - (Las alas de tortuga)
- Завтра наступит вечность, 2002. - (Mañana llegará la eternidad)
- Первый из могикан, 2004. - (El primero mohicano)
- Антарктида Online, 2004. - (Antártida Online) (con Vladímir Vasíliev) - Premio Caracol de Bronce
- Феодал, 2005. - (Señor feudal)
- Исландская карта, 2006. - (La carta islandesa)
- Русский аркан, 2007. - (Lazo ruso)
- Шанс для динозавра, 2009 - (La oportunidad para el dinosaurio)

Novelas cortas y colleciones de cuentos
- Вопрос права, 2000. - (Cuestión de derecho)
- Глина господа бога, 2003. - (Arcilla de Dios)
- Вычислитель. - (Calculador)

### Suave aterrizaje
El vuelo de la humanidad puede interrumpirse, pero no como en una explosión, la gente está asustada de aquello por no usarlo, Serguéi. Será como un suave aterrizaje.
Esta novela (Miágkaya posadka, 1995) describe la vida de un hombre ordinario, Serguéi, en una época de grandes crisis, que finalmente dirigen al fin de la humanidad. La acción toma lugar en Moscú, al fin del siglo XXI, aproximadamente.